# Gonzalo Melero
Gonzalo Melero (Madrid, 1994. január 2. –) spanyol korosztályos válogatott labdarúgó, az Almería középpályása.

## Pályafutása

### Klubcsapatokban
Melero a spanyol fővárosban, Madridban született. Az ifjúsági pályafutását a helyi Zona Norte csapatában kezdte, majd a Real Madrid akadémiájánál folytatta.
2013-ban mutatkozott be a Real Madrid C, míg 2014-ben a Real Madrid B tartalékkeretében. 2015-ben a másodosztályú Ponferradina, majd 2016-ban a Huesca szerződtette. 2019-ben az első osztályban szereplő Levantéhez igazolt. 2022. szeptember 1-jén négyéves szerződést kötött az Almería együttesével. Először a 2022. szeptember 17-ei, Mallorca ellen 1–0-ra elvesztett mérkőzés 62. percében, Lázaro cseréjeként lépett pályára. Első gólját 2022. október 23-án, a Villarreal ellen idegenben 2–1-es vereséggel zárult találkozón szerezte meg.

### A válogatottban
Melero 2010 és 2011 között tagja volt a spanyol U17-es válogatottnak.

## Statisztikák
2023. április 9. szerint
| Klub         | Szezon   | Osztály          | Bajnokság | Bajnokság | Kupa és Ligakupa | Kupa és Ligakupa | Nemzetközi | Nemzetközi | Összesen | Összesen |
| Klub         | Szezon   | Osztály          | Meccs     | Gól       | Meccs            | Gól              | Meccs      | Gól        | Meccs    | Gól      |
| ------------ | -------- | ---------------- | --------- | --------- | ---------------- | ---------------- | ---------- | ---------- | -------- | -------- |
| Ponferradina | 2014–15  | Segunda División | 10        | 0         | 0                | 0                | —          | —          | 10       | 0        |
| Ponferradina | 2015–16  | Segunda División | 28        | 1         | 3                | 0                | —          | —          | 31       | 1        |
| Ponferradina | Összesen | Összesen         | 38        | 1         | 3                | 0                | 0          | 0          | 41       | 1        |
| Huesca       | 2016–17  | Segunda División | 38        | 7         | 3                | 0                | —          | —          | 41       | 7        |
| Huesca       | 2017–18  | Segunda División | 38        | 16        | 0                | 0                | —          | —          | 38       | 16       |
| Huesca       | 2018–19  | La Liga          | 22        | 2         | 1                | 0                | —          | —          | 23       | 2        |
| Huesca       | Összesen | Összesen         | 98        | 25        | 4                | 0                | 0          | 0          | 102      | 25       |
| Levante      | 2019–20  | La Liga          | 25        | 2         | 2                | 0                | —          | —          | 27       | 2        |
| Levante      | 2020–21  | La Liga          | 29        | 7         | 6                | 1                | —          | —          | 35       | 8        |
| Levante      | 2021–22  | La Liga          | 30        | 7         | 1                | 0                | —          | —          | 31       | 7        |
| Levante      | 2022–23  | Segunda División | 2         | 0         | 0                | 0                | —          | —          | 2        | 0        |
| Levante      | Összesen | Összesen         | 86        | 16        | 9                | 1                | 0          | 0          | 95       | 17       |
| Almería      | 2022–23  | La Liga          | 18        | 4         | 1                | 0                | —          | —          | 19       | 4        |
| Összesen     | Összesen | Összesen         | 240       | 46        | 17               | 1                | 0          | 0          | 257      | 47       |

## Sikerei, díjai
Huesca
- Segunda División
  - Feljutó (1): 2017–18